# 38-ма окрема десантно-штурмова бригада (Білорусь)
38-ма окрема десантно-штурмова бригада (38 ОДШБр, в/ч 92616) — військове формування підпорядковане Командуванню Сил спеціальних операцій Збройних сил Білорусі.
Розташування бригади — місто Брест у Південному містечку.

## Історія

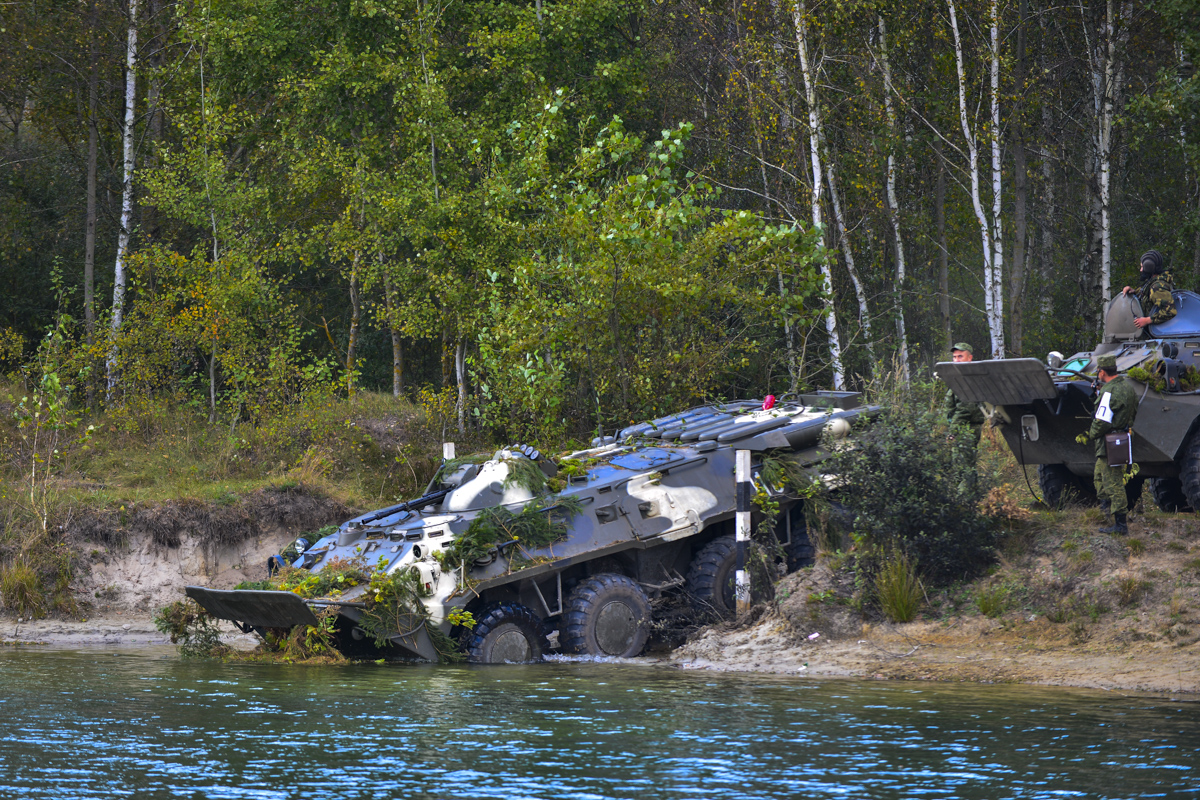
2018 рік.

### Бригада у складі ЗС СРСР
38-ма десантно-штурмова бригада сформована 1979 року на базі управління 105-ї повітряно-десантної дивізії у Фергані.
1990 року переформована у 38-у окрему гвардійську Віденську Червонопрапорну повітряно-десантну бригаду.

### Бригада у складі ЗС Білорусі
З 1992 року у Збройних силах Білорусі.
1995 року у Мобільних військах Білорусі.
У 2002—2003 роках у складі Сухопутних військ Білорусі.
З 2003 року у підпорядкуванні Генерального штабу ЗСБ.
2004 року бригада підпорядкована до Управління Сил спеціальних операцій Генерального штабу Збройних Сил Білорусі.
2 серпня 2016 року перейменована на 38-му окрему десантно-штурмову бригаду.
У серпні 2020 року бригада залучалася для стримування протестів в Білорусі.